# Niephagen
Niephagen gehört zu Ortschaft Tylsen und ist ein Ortsteil der Hansestadt Salzwedel im Altmarkkreis Salzwedel in Sachsen-Anhalt.

## Geographie
Das Vorwerk Niephagen liegt etwa 3 Kilometer südöstlich von Tylsen und 9 Kilometer südwestlich von Salzwedel im Norden der Altmark. Der Kurze Berggraben entwässert den Süden des Ortes. Ebenfalls südlich liegt das Naturschutzgebiet Ferchauer Forst. Im Norden befindet sich der Tylsener Wald mit einer Teichanlage, die früher Back-Moor genannt wurde.
Nachbarorte sind Tylsen im Nordwesten, Wieblitz-Eversdorf im Nordosten und Wallstawe im Westen.

## Geschichte

### Mittelalter bis Neuzeit
Die erste Erwähnung von Niephagen stammt aus dem Jahre 1344 als Niepaw, als die Einkünfte von Busso von Wallstawe an zwei Dörfern von den von der Schulenburg übernommen wurden.
Im Landbuch der Mark Brandenburg von 1375 wird das Dorf als Nipane aufgeführt, die von dem Knesebeck und die von der Schulenburg hatten hier Besitz. Weitere Nennungen sind 1598 die wüeste Dorfstette, zum Niepege, 1711 Niephagen, 1721 Niepage, 1781 auf einer Landkarte Die wüste Feldmarck Niepow, das Niepowsche Holtz und 1804 Schäferei Niephagen, Niepage.
1840 gab es das Schäfereivorwerk Niepagen zum Rittergut Tylsen mit zwei Wohnhäusern und einem Krug. 1895 existierte ein Vorwerk Niephagen mit drei Wohngebäuden und die Försterei Niephagen mit einem Wohngebäude. 1895 und 1905 lebten in der Försterei 2 Einwohner.

### Eingemeindungen
Das Vorwerk Niephagen gehörte früher als Wohnplatz zum Gutsbezirk Tylsen. Der Gutsbezirk wurde am 30. September 1928 aufgelöst. Der Hauptteil vom Gutsbezirk und das Vorwerk Niephagen wurden mit der Landgemeinde Tylsen vereinigt. So wurde Niephagen ein Ortsteil von Tylsen.
Durch einen Gebietsänderungsvertrag beschloss der Gemeinderat der Gemeinde Tylsen am 11. Dezember 2008, dass die Gemeinde Tylsen in die Hansestadt Salzwedel eingemeindet wird. Dieser Vertrag wurde vom Landkreis als unterer Kommunalaufsichtsbehörde genehmigt und trat am 1. Januar 2010 in Kraft. Nach Eingemeindung der bisher selbstständigen Gemeinde Tylsen wurden Niephagen Ortsteil der Hansestadt Salzwedel. Somit gehört der Ortsteil Niephagen seit dem 1. Januar 2010 zur Ortschaft Tylsen und zur Hansestadt Salzwedel.

### Einwohnerentwicklung
| Jahr | Einwohner |
| ---- | --------- |
| 1774 | 10        |
| 1789 | 07        |
| 1798 | 14        |
| 1801 | 15        |
| 1818 | 04        |
| 1840 | 19        |
| 1871 | 44        |
| 1885 | 33        |
| 1895 | 34        |
| 1905 | 30        |

| Jahr | Einwohner |
| ---- | --------- |
| 2010 | [00]36    |
| 2014 | [00]35    |
| 2015 | [00]34    |
| 2020 | [00]36    |
| 2021 | [00]36    |
| 2022 | [00]39    |
| 2023 | [0]35     |

Quelle, wenn nicht angegeben, bis 1905:

## Religion
Die evangelischen Christen aus Niephagen sind eingekircht nach Tylsen, dessen Kirchengemeinde früher zu Pfarrei Tylsen gehörte. Die Evangelischen aus Niephagen werden heute betreut vom Pfarrbereich Diesdorf im Kirchenkreis Salzwedel im Bischofssprengel Magdeburg der Evangelischen Kirche in Mitteldeutschland.